# 笑福亭枝鶴

五枚笹は、笑福亭一門の定絞である。

笑福亭 枝鶴（しょうふくてい しかく）は、上方落語の名跡。笑福亭の出世名である。
1899年、4代目笑福亭松鶴が萬歳を名乗っていた頃、師匠・3代目松鶴が講談に転じ、2代目桂文枝の門下に移る。両師の名から一字ずつ取り、桂枝鶴と名乗ったのが由来。後に笑福亭枝鶴となる。

## 代々
- 初代笑福亭枝鶴 - 後の4代目笑福亭松鶴。
- 2代目笑福亭枝鶴 - 後の5代目笑福亭松鶴。
- 3代目笑福亭枝鶴 - 当該項目で記述。
- 4代目笑福亭枝鶴 - 後の6代目笑福亭松鶴。
- 5代目笑福亭枝鶴 - 廃業した後、長らく消息不明であったが、2018年に他界したことが判明した[1]。
- 6代目笑福亭枝鶴 - 笑福亭小つるが2010年10月22日に襲名した。